# MY MIRACLE
「MY MIRACLE」（マイ・ミラクル）は、日本の歌手グループ、Folder5の8枚目のシングル。

## 解説
今回の作品でFolder5としてのラストシングルとなった。
表題曲の「MY MIRACLE」は、ファミリーマートのCMソング。
初回限定盤のみトレーディングカードが封入されている。

## 収録曲
1. MY MIRACLE
作詞：谷穂ちろる、作曲・編曲：上野浩司
2. カテナチオ
作詞：前田たかひろ、作曲・編曲：大久保晶文
3. Magical Eyes [mochi² wonder mix]
4. MY MIRACLE (instrumantal)